# Peoria Rivermen
I Peoria Rivermen sono stati una squadra di hockey su ghiaccio dell'American Hockey League con sede nella città di Peoria, nello Stato dell'Illinois. Nati nel 2005 e sciolti nel 2013, nel corso degli anni sono stati affiliati alla franchigia dei St. Louis Blues.

## Storia
La prima franchigia chiamata Peoria Rivermen nacque nel 1982 nella IHL, riuscendo a vincere nel 1985 la Turner Cup. Dalla stagione 1996-97 scesero di livello nella ECHL, giocando nove stagioni prima del trasferimento in American Hockey League. La franchigia tuttavia assunse la storia sportiva di un'altra formazione, quella dei Worcester IceCats.
Fin dal suo approdo in AHL la franchigia è rimasta legata ai St. Louis Blues, formazione della National Hockey League. Per tre volte hanno conquistato l'accesso ai playoff, tuttavia non sono mai andati oltre al primo turno superati dagli Houston Aeros.
Il 29 marzo 2013 i Rivermen furono acquistati dai Vancouver Canucks, con l'intenzione di trasferire altrove la squadra. Dopo che fu approvata dalla dirigenza della lega la vendita della squadra, nel mese di maggio i vertici dei Vancouver Canucks confermarono che la squadra avrebbe lasciato al termine della stagione il Peoria Civic Center chiudendo così i battenti dei Rivermen. La AHL annunciò dalla stagione 2013-14 la nascita degli Utica Comets, mentre a Peoria nacque un'altra squadra chiamata Rivermen ma iscritta in SPHL.

### Affiliazioni
Nel corso della loro storia i Peoria Rivermen sono stati affiliati alle seguenti franchigie della National Hockey League:
- St. Louis Blues: (2005-2013)

## Record stagione per stagione
| Stagione        | Division | Gare | V  | S  | OTL | SOL | Punti | GF  | GS  | Piazzamento | Play-off                     |
| --------------- | -------- | ---- | -- | -- | --- | --- | ----- | --- | --- | ----------- | ---------------------------- |
| Peoria Rivermen |          |      |    |    |     |     |       |     |     |             |                              |
| 2005-06         | West     | 80   | 46 | 26 | 3   | 5   | 100   | 253 | 226 | 3°          | perde 1º turno (Houston) 0-4 |
| 2006-07         | West     | 80   | 37 | 33 | 2   | 8   | 84    | 221 | 242 | 5°          |                              |
| 2007-08         | West     | 80   | 38 | 33 | 4   | 5   | 85    | 247 | 242 | 7°          |                              |
| 2008-09         | West     | 80   | 43 | 31 | 2   | 4   | 92    | 215 | 211 | 2°          | perde 1º turno (Houston) 3-4 |
| 2009-10         | West     | 80   | 38 | 33 | 2   | 7   | 85    | 233 | 248 | 5°          |                              |
| 2010-11         | West     | 80   | 42 | 30 | 3   | 5   | 83    | 223 | 218 | 4°          | perde 1º turno (Houston) 0-4 |
| 2011-12         | Midwest  | 76   | 39 | 33 | 2   | 2   | 82    | 217 | 207 | 4°          |                              |
| 2012-13         | Midwest  | 76   | 33 | 35 | 5   | 3   | 74    | 183 | 218 | 5°          |                              |

## Record della franchigia

### Singola stagione
Gol: 33  Trent Whitfield (2006-07)
Assist: 49  T. J. Hensick (2011-12)
Punti: 78  Trent Whitfield (2006-07)
Minuti di penalità: 265  Hans Benson (2007-08)
Media gol subiti: 2.26  Ben Bishop (2011-12)
Parate %: .928  Ben Bishop (2011-12)
Shutout: 9  Jake Allen e  Ben Bishop

### Carriera
Gol: 94  Trent Whitfield
Assist: 145  T. J. Hensick
Punti: 233  Trent Whitfield
Minuti di penalità: 489  Ryan Reaves
Vittorie: 81  Ben Bishop
Shutout: 9  Jake Allen e  Ben Bishop
Partite giocate: 284  Chris Porter